# Dolné Strháre
Dolné Strháre este o comună slovacă, aflată în districtul Veľký Krtíš din regiunea Banská Bystrica. Localitatea se află la altitudinea de 240 m deasupra n.m., se întinde pe o suprafață de 17,71 km2 și în 2017 număra 186 de locuitori.

## Istoric
Localitatea Dolné Strháre este atestată documentar din 1244.

## Demografie
| An:                | 1994 | 2004 | 2014    | 2024   |
| ------------------ | ---- | ---- | ------- | ------ |
| Număr de persoane: | 170  | 170  | 188     | 201    |
| Diferență:         |      | +0%  | +10,58% | +6,91% |

| An:                | 2023 | 2024   |
| ------------------ | ---- | ------ |
| Număr de persoane: | 206  | 201    |
| Diferență:         |      | −2,42% |